# Gustav Franz von Schreiner
Prof. JUDr. Gustav Franz rytíř von Schreiner (česky rytíř Gustav František Schreiner; 6. srpna 1793 Bratislava – 1. dubna 1872 Štýrský Hradec) byl profesor práva a rektor olomouckého lycea a Štýrskohradecké univerzity.
Schreiner pocházel z německé moravské rodiny, která se však přestěhovala do Uher. Navštěvoval gymnázium v Bratislavě a později v Trenčíně. Pak byl v semináři v Bratislavě a Vídni. Teologické studium však nedokončil a v roce 1812 se dal na studium práva, které dokončil o čtyři roky později. Následně v doprovodu tří malířů procestoval Itálii, což v něm zažehlo vášeň pro umění. Po návratu se stal suplantem politické doktríny na Vídeňské univerzitě a v Tereziánské akademie. Oba místa zastával následující dva roky.
Schreiner působil na Právnické fakultě olomouckého akademického lycea v letech 1818–1828. Vyučoval politickou vědu, Gesetzeskunde a statistiku. V letech 1822–24 byl správcem knihovny, v roce 1825 se pak stal rektorem. Mezitím získal doktorát práva na Vídeňské univerzitě (1824) a podnikl cestu Maďarskem, Čechami, Německem, Francií a Horní Itálií. V roce 1828 odešel působit na univerzitu ve Štýrském Hradci, kde byl profesorem všeobecné státovědy a statistiky až do roku 1870, kdy se odebral na odpočinek. V letech 1854/55 a 1863/64 byl děkanem štýrskohradecké právnické fakulty a v roce 1852/53 byl rektorem univerzity.

## Výběr díla
- Grätz. Ein naturhistorisch-statistisch-topographisches Gemälde dieser Stadt und ihrer Umgebungen 1843
- Uber Die Heut Zu Tage Einzig Richtige Schreibung Des Namens Der Stadt Gratz, 1844